# Mongoliets statsoverhoveder
Dette er en liste over Mongoliets statsoverhoveder.
Mongoliet som stat har eksisteret i tre inkarnationer:
- Bogd Khanatet (1911-1924), hvor det erklærede sig uafhængigt af det kinesiske Qing-dynasti
- Den Mongolske Folkerepublik (1924-1992)
  - De jure en del af Republikken Kina til 5. januar 1946
  - Derefter de facto anerkendt af Kina som selvstændig stat
- Mongoliet (siden den fredelige revolution i 1992)

Statsoverhovedets titel har varieret gennem tiden og i de forskellige inkarnationer af staten. Under Bogd Khanatet var titlen officielt khagan, mens den under folkerepublikken varierede mellem formand for den Store National-Khural, formand for den Lille National-Khurals præsidium, formand for den Store National-Khurals præsidium, formand for Folkets Store Khurals præsidium og til slut præsident for Folkerepublikken. Efter revolutionen er titlen nu blot præsident. 
| Bogd Khanatet (1911-1924)               | Bogd Khanatet (1911-1924)             | Bogd Khanatet (1911-1924)                                                                           |
| Navn                                    | Embedsperiode                         | Titel og parti                                                                                      |
| --------------------------------------- | ------------------------------------- | --------------------------------------------------------------------------------------------------- |
| Bogd Khan                               | 29. december 1911 – 20. maj 1924      | Khagan                                                                                              |
| Balingijn Tserendorzj                   | 20. maj 1924 – 28. november 1924      | Statsoverhoved (konst.), Det Mongolske Folks Revolutionære Parti                                    |
| Den Mongolske Folkerepublik (1924-1992) |                                       | |
| Navn                                    | Embedsperiode                         | Titel                                                                                               |
| Navaandorjijn Jadambaa                  | 28. november 1924 – 29. november 1924 | Formand for den Store National-Khural, Det Mongolske Folks Revolutionære Parti                      |
| Peljidijn Genden                        | 29. november 1924 – 16. november 1927 | Formand for den Lille National-Khurals præsidium, Det Mongolske Folks Revolutionære Parti           |
| Jamtsangijn Damdinsüren                 | 16. november 1927 – 23. januar 1929   | Formand for den Lille National-Khurals præsidium, Det Mongolske Folks Revolutionære Parti           |
| Khorloogijn Choibalsan                  | 24. januar 1929 – 27. april 1930      | Formand for den Lille National-Khurals præsidium, Det Mongolske Folks Revolutionære Parti           |
| Losolyn Laagan                          | 27. april 1930 – 2. juli 1932         | Formand for den Lille National-Khurals præsidium, Det Mongolske Folks Revolutionære Parti           |
| Anandyn Amar                            | 2. juli 1932 – 22. marts 1936         | Formand for den Lille National-Khurals præsidium, Det Mongolske Folks Revolutionære Parti           |
| Dansranbilegijn Dogsom                  | 22. marts 1936 – 9. juli 1936         | Formand for den Lille National-Khurals præsidium, Det Mongolske Folks Revolutionære Parti           |
| Ubesat (9. juli 1936 - 6. juli 1940)    |                                       | |
| Gonchigijn Bumtsend                     | 6. juli 1940 – 6. juli 1951           | Formand for den Lille National-Khurals præsidium, Det Mongolske Folks Revolutionære Parti           |
| Gonchigijn Bumtsend                     | 6. juli 1951 – 24. september 1953     | Formand for den Store National-Khurals præsidium, Det Mongolske Folks Revolutionære Parti           |
| Sükhbaataryn Yanjmaa                    | 24. september 1953 – 7. juli 1954     | Formand for den Store National-Khurals præsidium, Det Mongolske Folks Revolutionære Parti           |
| Jamsrangijn Sambuu                      | 7. juli 1954 – 7. juli 1960           | Formand for den Store National-Khurals præsidium, Det Mongolske Folks Revolutionære Parti           |
| Jamsrangijn Sambuu                      | 7. juli 1960 – 21. maj 1972           | Formand for Folkets Store Khurals præsidium, Det Mongolske Folks Revolutionære Parti                |
| Tsagaanlamyn Dügersüren                 | 21. maj 1972 – 29. juni 1972          | Formand for Folkets Store Khurals præsidium, Det Mongolske Folks Revolutionære Parti                |
| Sonomyn Luvsan                          | 29. juni 1972 – 11. juni 1974         | Formand for Folkets Store Khurals præsidium, Det Mongolske Folks Revolutionære Parti                |
| Yumjaagijn Tsedenbal                    | 11. juni 1974 – 23. august 1984       | Formand for Folkets Store Khurals præsidium, Det Mongolske Folks Revolutionære Parti                |
| Nyamyn Jagvaral                         | 23. august 1984 – 12. december 1984   | Formand for Folkets Store Khurals præsidium, Det Mongolske Folks Revolutionære Parti                |
| Jambyn Batmönkh                         | 12. december 1984 – 21. marts 1990    | Formand for Folkets Store Khurals præsidium, Det Mongolske Folks Revolutionære Parti                |
| Punsalmaagijn Ochirbat                  | 21. marts 1990 – 3. september 1990    | Formand for Folkets Store Khurals præsidium, Det Mongolske Folks Revolutionære Parti                |
| Punsalmaagijn Ochirbat                  | 3. september 1990 – 12. februar 1992  | Præsident for Folkerepublikken, Det Mongolske Folks Revolutionære Parti                             |
| Mongoliet (siden 1992)                  |                                       | |
| Punsalmaagijn Ochirbat                  | 12. februar 1992 – 20. juni 1997      | Præsident, Det Mongolske Folks Revolutionære Parti (til 1993) → Mongoliets Socialdemokratiske Parti |
| Natsagijn Bagabandi                     | 12. februar 1997 – 24. juni 2005      | Præsident, Det Mongolske Folks Revolutionære Parti                                                  |
| Nambaryn Enkhbayar                      | 24. juni 2005 – 18. juni 2009         | Præsident, Det Mongolske Folks Revolutionære Parti                                                  |
| Tsakhiagijn Elbegdorzj                  | 18. juni 2009 – 10. juli 2017         | Præsident, Det Demokratiske Parti                                                                   |
| Khaltmaagijn Battulga                   | 10. juli 2017 – 25. juni 2021         | Præsident, Det Demokratiske Parti                                                                   |
| Ukhnaagijn Khürelsükh                   | 25. juni 2021 – (nuværende)           | Præsident, Mongolsk Folkeparti                                                                      |